# Бекард чорний
Бекард чорний (Pachyramphus niger) — вид горобцеподібних птахів родини бекардових (Tityridae).

## Поширення
Ендемік Ямайки. Його природні місця проживання — субтропічні або тропічні вологі низинні ліси та субтропічні або тропічні вологі гірські ліси.

## Опис
Дрібний птах, завдовжки 18 см, вагою 39–41 грам. Має велику округлу голову і великий чорний дзьоб. У самця оперення повністю чорне, зверху блискуче, а знизу кольору сажі. Біля основи крила є невелика біла пляма, видима лише під час польоту. Темно-карі очі і чорнуваті ніжки. Самиця значно відрізняється від самця, червонувато-коричнева на верхній частині тіла, світло-сіра на нижній, темно-коричнева на верхівці колови, а щоки, шия та горло коричневі.

## Спосіб життя
Мешкає у відкритих та високих лісах та на узліссях дощових лісів у горбистих місцевостях та у нагір'ях. Харчується комахами та фруктами (особливо інжиром). Період розмноження триває з березня по червень. Самиця відкладає 3 блідо-білих яйця з темно-сірими плямами на ширшому кінці.